# Super Mario Bros. 2
A Super Mario Bros. 2 (Japánban Super Mario USA) egy Nintendo Entertainment Systemre megjelent játék mely második része a Super Mario sorozatnak, mely végül Japánban is megjelent, de csak jóval később, 1992-ben. Eredetileg egy saját amerikai Super Mario Bros. 2 játékot akartak csinálni, de az túlhaladta a NES képességét, így helyette a Japánban kevésbé sikeres Yume Koujou: Doki Doki Panic játékot átkozmetikázva ki lett adva a Fuji Television (fejlesztőcég) engedélyével. A játék bár nem érte el a Super Mario Bros. szintjét, de még így is szép népszerűségnek örvendett, így hozta a várt eladásokat.

## Történet
Mario, Luigi, Toad és Princess Toadstool látogatást tettek a Subconok világában, mely egyben az álmok világa. A világot az óriás béka, Wart uralja. A Mario fivérek piknikezni akartak, de Wart elrabolta a Subconokat, és bezárta őket egy nagy vázába. Wartot rémálom gépnek titulálják, aki irányítja az álmokat. Wart magával hozta az alattvalóit, az 8 bits klub tagjait (Shy Guy, Ninji stb.).

## Játékmenet
Mivel a játék egy másik játék alapján készült, ezért a játékmenet sokban eltér a többi Mario játéktól. Például nem ráugrással ölünk meg ellenfelet, hanem találunk füvet a földben, azt ki kell húzni, azokban többségében zöldség van, azt kell rádobni az ellenfelekre. Ugyanis Wart alattvalói sem szeretik a zöldséget. A Power-Up is eltér az elődjétől, ugyanis bal oldalon hatszögeket láthatunk, az jelzi az életerőnket. Ha megérintünk egy ellenfelet, egyet elvesztünk. Alapból két "szívvel" (SNES-es All-Stars-ban már szívet láthatunk hatszögek helyett) indulunk, de négy is lehet belőlük.
Minden pálya elején választhatunk egy játékost. Mindegyiknek eltérőek a tulajdonságai. Mario a tökéletes egyensúly, Luigi a kapálózó lábaival magasra, és messzire ugrik, Toad kicsit ugrik, de mivel erős, ezért könnyen kihúzza a zöldséget, Princess pedig a hosszú ruhájának köszönhetően kis időre lebeg a levegőben, amikor ugrik. A SNES-es verzióban minden halál után választhatunk egy karaktert, míg az eredetiben csak a pálya végeztével.
Minden pálya végén Birdóval harcolunk. Tojást dob ránk az orrán keresztül, rá kell ugrani, felvenni, és rádobni. Ha háromszor eltaláltuk, meghal, és kiadja a kristálygömböt, mely által kinyílik a sas szája, amely átvezet a következő pályához. Három színű Birdo van: A rózsaszín csak tojást dob, a piros tojást és tűzlabdát felváltva, míg a zöld csak tűzlabdát. A zöld Birdókhoz vannak gomba-téglák, őket azzal kell megdobni.
Hét világ van a játékban, az első hatban három pálya, míg a hetedikben kettő, így összesen 20 pálya van.

## Karakterek
Játszható karakterek
- Mario
- Luigi
- Toad
- Princess

Nem játszható karakterek
- Subcon

Ellenségek
- Albatoss
- Autobomb
- Beezo
- Bob-Omb
- Cobrat
- Flurry
- Hoopster
- Ninji
- Ostro
- Panser
- Phanto
- Pidgit
- Pokey
- Porcupo
- Shy Guy
- Snifit
- Spark
- Trouter
- Tweeter
- Whale

Főellenségek
- Birdo (Minden pálya végén)
- Mouser (1., és 3. világ főellensége)
- Tryclyde (2., és 6. világ főellensége)
- FryGuy (4. világ főellensége)
- Mini FryGuy (ha megöljük FryGuy-t, több kicsi FryGuy-já alakul át)
- Clawgrip (5. világ főellensége)
- Wart (A főellenség a játék végén)

## A pályák listája
| Világ    | Világ    | Pálya    | Fellelhető ellenségek                                                                  |
| 1. világ | Sztyeppe | 1. pálya | Shy Guy, Tweeter, Ninji, Hoopster, Rózsaszín Birdo                                     |
| 1. világ | Sztyeppe | 2. pálya | Shy Guy, Snifit, Ninji, Phanto, Pidgit, Beezo, Rózsaszín Birdo                         |
| 1. világ | Sztyeppe | 3. pálya | Shy Guy, Tweeter, Snifit, Ninji, Trouter, Phanto, Spark, Mouser                        |
| 2. világ | Puszta   | 1. pálya | Shy Guy, Snifit, Cobrat, Panser, Rózsaszín Birdo                                       |
| 2. világ | Puszta   | 2. pálya | Shy Guy, Snifit, Ninji, Beezo, Panser, Cobrat, Pokey, Piros Birdo                      |
| 2. világ | Puszta   | 3. pálya | Shy Guy, Tweeter, Phanto, Spark, Beezo, Cobrat, Pokey, Panser, Tryclyde                |
| 3. világ | Sztyeppe | 1. pálya | Shy Guy, Pidgit, Beezo, Panser, Piros Birdo                                            |
| 3. világ | Sztyeppe | 2. pálya | Shy Guy, Tweeter, Ostro, Beezo, Porcupo, Piros Birdo                                   |
| 3. világ | Sztyeppe | 3. pálya | Shy Guy, Tweeter, Snifit, Ninji, Phanto, Spark, Panser, Ostro, Albatoss, Mouser        |
| 4. világ | Jég      | 1. pálya | Shy Guy, Flurry, Trouter, Autobomb                                                     |
| 4. világ | Jég      | 2. pálya | Shy Guy, Tweeter, Flurry, Ostro, Porcupo, Piros Birdo                                  |
| 4. világ | Jég      | 3. pálya | Shy Guy, Flurry, Beezo, Phanto, Rózsaszín Birdo, Fryguy, Mini Fryguy                   |
| 5. világ | Sötétség | 1. pálya | Shy Guy, Ostro, Panser, Trouter, Zöld Birdo                                            |
| 5. világ | Sötétség | 2. pálya | Shy Guy, Snifit, Ninji, Beezo, Trouter, Bob-Omb, Hoopster, Ostro, Porcupo, Piros Birdo |
| 5. világ | Sötétség | 3. pálya | Shy Guy, Snifit, Albatoss, Bob-Omb, Panser, Spark, Pidgit, Piros Birdo, Clawgrip       |
| 6. világ | Puszta   | 1. pálya | Shy Guy, Panser, Pokey, Cobrat, Phanto, Zöld Birdo                                     |
| 6. világ | Puszta   | 2. pálya | Albatoss, Panser, Beezo, Zöld Birdo                                                    |
| 6. világ | Puszta   | 3. pálya | Shy Guy, Snifit, Ninji, Pokey, Cobrat, Bob-Omb, Hoopster, Piros Birdo, Tryclyde        |
| 7. világ | Felhő    | 1. pálya | Shy Guy, Tweeter, Snifit, Ninji, Albatoss, Bob-Omb, Spark, Hoopster, Zöld Birdo        |
| 7. világ | Felhő    | 2. pálya | Shy Guy, Tweeter, Snifit, Ninji, Spark, Phanto, Panser, Bob-Omb, Piros Birdo, Wart     |

## Portok, és remake-ek
- Az amerikai Nintendo Playchoice-10 arcade gépen is játszható a játék.
- Super Nintendo Super Mario All-Stars játékon belül is játszható javított grafikával.
- Game Boy Advance Super Mario Advance játéka a Super Mario Bros. 2, melyet nemcsak grafikailag fejlesztettek, hanem sok új elem van a játékban.
- Wii Virtual Console-on is elérhető 500 pontért.
- Super Smash Bros. Brawl-on játszható a játék demója.

## Korábbi játékokból átvett elemek
- Donkey Kong: Clawgrip hasonlóképp dobja a köveket, mint Donkey Kong a hordókat.
- Mario Bros.: A POW téglák használható tárgyak, hasonlóképp funkcionálnak, mint az eredeti játékban.
- Super Mario Bros.: Van csillag, mint felvehető tárgy. Ezt akkor kapjuk, ha öt cseresznyét veszünk fel.
- Super Mario Bros. The Lost Levels: A játékosokat mi választhatjuk ki

## Utalások későbbi játékokban
Habár a Super Mario Bros. 2 sokban eltér a sorozat többi részétől, a későbbi játékokban sok nyomot hagyott maga után.
- Super Mario Bros. 3: A Bob-Omb ugyanúgy működik, mint az elődjében.
- Wario's Woods: Toad erejét és sebességét átvették a Mario 2-ből.
- Super Smash Bros. Melee: Van egy Super Mario Bros. 2 pálya, ahol a jobb szélén Birdo tojást dob felénk. A zene is tökéletesen a NES verzióból származik, és a Sudden Death zene pedig a játék bossfight zenéje. Hercegnő is, ahogy felveszi a zöldséget, azt is ebből a játékból vették át, valamint van Birdo, Pigdit és zöldség trófea is.
- Super Mario 64 DS: Luigi ugrását a Super Mario Bros. 2-ből vették át.
- Mario Slam Basketball: A végső győzelem zenéje a Mario 2 ending zenéjének az egyik remixe.
- Super Paper Mario: Francis másik neve Cybort Wart, mely egyértelműen a főellenségre utal. A Sammer Guysok között van Squatting Birdo, és Guy who Fry, egyértelműek az utalások.
- Super Smash Bros. Brawl: Hercegnő támadása ugyanolyan, mint a Melee-ben, és a Masterpiece-ek között játszható a Super Mario Bros. 2 demója. Alapból Hercegnővel indulunk, de ha meghalunk, mielőtt a demo időlimitje véget ér, választhatunk egy másik karaktert.
- New Super Mario Bros. Wii: A karaktereket hasonlóképp vehetjük fel, mint a játékban a zöldségeket.
- Mario vs. Donkey Kong: Mini-Land Mayhem!: Az első világ zenéje a Super Mario Bros. 2 zenéi mixelve.
- Mario Sports Mix: Toad képességeit a játékból vették át.

## Hibák a végefőcímben
A játék végefőcímében a karakterek neveit láthatjuk, melyben ki tudja miért, több hiba is fellelhető. Például Birdo és Ostro nevei fel vannak cserélve, valamint Hoopster, Tryclide, és Clawglip nevek vannak feltüntetve. Emellett a nagy delfin a 4-2 pályáról Whale kimaradt. Ezeket a hibákat nem javították a Super Mario All-Stars-ban, de a Super Mario Advance-ben már korrigálták.

## Vélemények és kritikák
A Super Mario Bros. 2 nem aratott osztatlan sikert, megoszlanak a játékról alkotott vélemények. Lucas Thomas az IGN egyik főmunkatársa nagyra értékeli a grafikát, a hangot, és hogy akárhányszor játsszuk újra, nem válik unalmassá, bár azt szerette volna, ha a játék eredeti változata (Doki Doki Panic) is megjelenne világszerte. A GameSpot egyik szerkesztője, Alex Navarro egyetért ezekkel, és szerinte nem mindig rossz ötlet egy kitaposott ösvényen biztosra menni. Mások ennél sokkal kritikusabbak voltak. A ScrewAttack szerint a Super Mario Bros. 2 minden idők 9. legrosszabb Mario játéka, a túl sok eltérés miatt.
A Nintendo Power 1997-ben összesített minden idők 100 legjobb Nintendo játékában a 47. helyet érte el, valamint a GameInformer a magazinjának 200. számának megjelenése alkalmából a 81. helyre tette be a Top 200 minden idők legjobb játékai között.
Az eltérő vélemények ellenére a maga 10 milliós eladásával minden idők 3. legsikeresebb NES játéka.

## Érdekességek
- Ez az első olyan játék, ahol Princess és Toad játszható karakter.
- Birdo eredetileg hím, aki nősténynek képzeli magát, de az akkori amerikai cenzúra nem engedett meg ilyen jellegű dolgokat egy videójátékban, ezért nősténynek ismertük akkoriban.
- A Super Mario Bros. 2 leírásában több artwork is a Doki Doki Panic játékból való, például az eredeti játékban csodalámpával juthatunk el a titkos világba, míg a Mario 2-ben Potion-nel, és csodalámpát láthatunk is a füzetben.
- A játék nem számol pontokat, hanem a végén azt láthatjuk, ki hány pályát teljesített. Ezt sokszor pontatlanul számolja ki a játék.